# Водлозёры
Водлозёры — этнолокальная группа русских, некогда широко расселённая в деревнях по островам и берегам Водлозера в Пудожском районе Карелии. К настоящему времени проживают, в основном, в деревне Куганаволок.

## Этнокультурные особенности
По этнографическим данным выделяются следующие этнокультурные особенности водлозёр:
1. Территория расселения, увязываемая с озером Водлозеро и отделённая от мест обитания других групп русских протяжёнными труднопроходимыми ландшафтами;
2. Особый говор, отличный от пудожских;
3. Самоназвание «водлозёра» или «озера»;
4. Убеждённость в общем происхождении «от новгородцев»[3].

Уже в советское время водлозёры часто называли себя «белогвардейцы», чтобы подчеркнуть собственное отличие от пудожан, в годы гражданской войны более охотно переходивших на сторону красных.

## Происхождение
Считается, что водлозёры сложились в XIV—XV вв. из новгородских и московских переселенцев, при этом, вероятно, велика была роль чудского (вепсского) субстрата, наличие которого предполагается по топонимическим и дерматоглифическим данным.